# Glòria Bordons

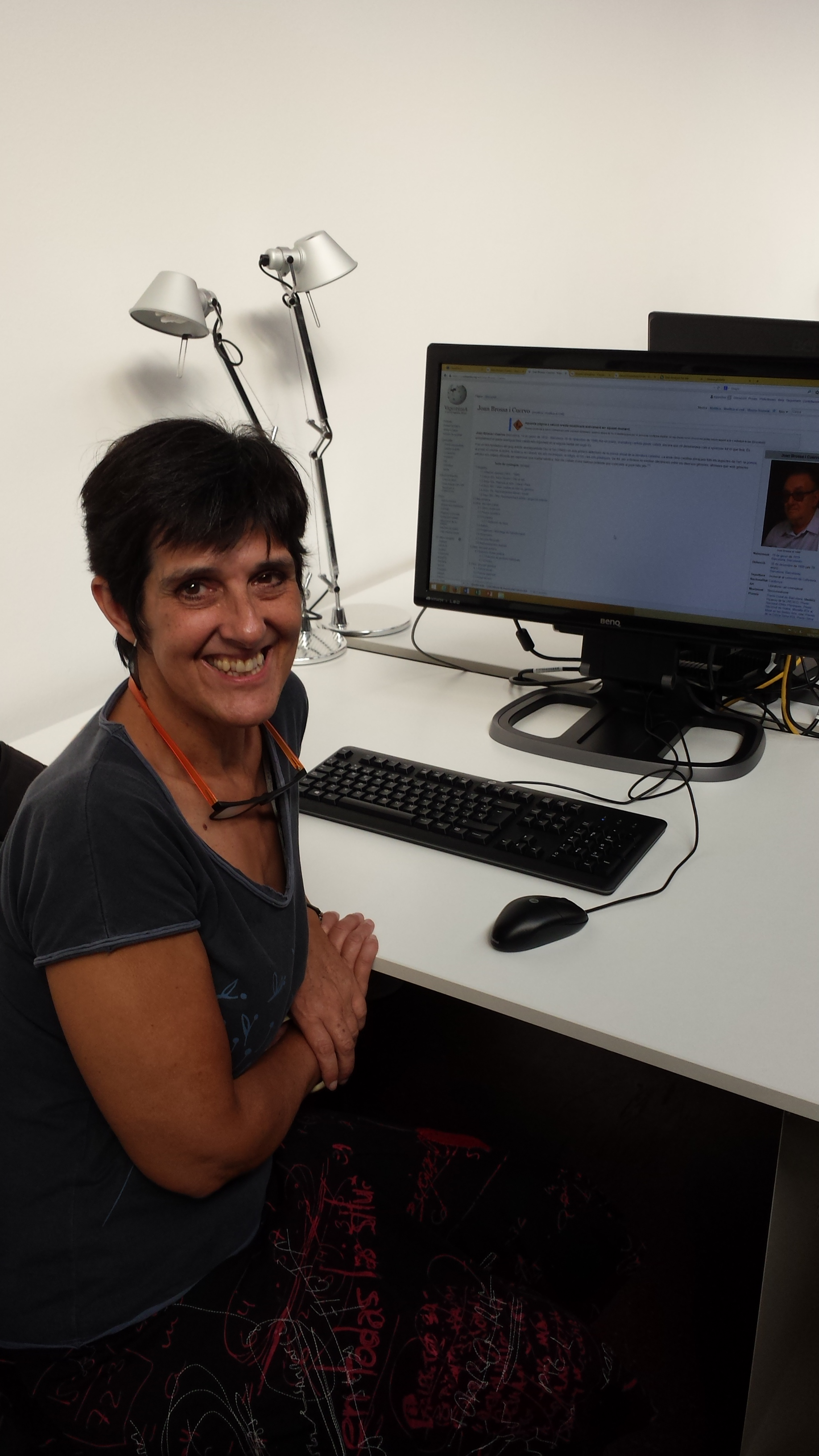

Glòria Bordons de Porrata-Doria (Barcelona, 22 de setembro de 1953) é uma pedagoga, pesquisadora da literatura e ensaísta catalã. 
Doutora em filologia catalã e licenciada em história da arte, ela é professora titular da Universidade de Barcelona. Leccionou, como professora visitante, nas principais universidades espanholas e também nas brasileiras USP de São Paulo e ULBRA de Porto Alegre e na portuguesa Universidade Nova de Lisboa. Além disso tem sido convidada pelas universidades de Sonora (México), a Playa Ancha de Valparaíso, a Universidade do Chile, a Finis Terrae e a Diego Portales de Santiago (Chile), a Nacional da Plata (Argentina), a Experimental Pedagógica de Maracay (Venezuela), a Adam Mickiewicz de Poznań (Polônia), a Paris VI-Sorbonne (França) e a de Belgrado (Sérvia).
Trabalhou na aplicação da lingüística textual pela didática da língua e da literatura, com abundantes publicações. Em todo o mundo publicou artigos, ditou conferências, dou lições  e dirigiu aulas práticas, tudo isso destinado à formação de maestros e professores da matéria, e também à aplicação da poesia pela dinamização cultural. 
É a directriz e a pesquisadora principal do grupo "POCIÓ-Poesia e Educação" da Universidade de Barcelona, impulsor do projeto Viu la poesia (Viva você a poesia), ferramenta interativa on-line pela didática da arte poética contemporânea em todos os seus gêneros. Em 2008 este grupo de pesquisa foi galardoado com o prémio "Escola Normal", outorgado pela unanimidade das faculdades de Pedagogia de onze universidades da Catalunha. 
Glòria Bordons é considerada a máxima especialista da obra do poeta catalão Joan Brossa (1919-1998). Por expressa vontade dele, é patrona da Fundação que traz o seu nome; desde 2013 é a diretora da mesma. Sobre Brossa publicou numerosos livros e artigos, ademais de prefaciar, editar e antologiar diversas obras do poeta e de formular propostas didáticas a propósito delas. Escreveu o roteiro do audiovisual Joan Brossa, prestidigitador de la paraula (1991), promoveu e dirigiu o site interativo Els entra-i-surts de Brossa (2001) e curou a dramatúrgia do espetáculo Joan Brossa dels ventalls (2009). Tem sido a curadora da exposição literária Em va fer Joan Brossa (2003-2007) e das antológicas itinerantes Joan Brossa desde Barcelona ao Novo Mundo (2005-2007, em parceria com o chileno Sergio González Valenzuela), Joan Brossa en las alturas y sin red (2007-2008), Bverso Brossa (2008-2009), Joan Brossa, les etceteras infinis (2011) e Joan Brossa. Escolteu aquest silenci (2013).